# 沃爾里 (亞利桑那州)
沃爾里（英語：Wall Lane）是位於美國亞利桑那州尤馬縣的一個人口普查指定地區。根據2010年美國人口普查，該地人口為415人，而該地的面積約為1.13平方千米。

## 地理
沃爾里的座標為32°39′26″N 114°42′38″W / 32.65722°N 114.71056°W，而該地最高點為海拔高度34米（即112英尺）。